# Arrondissement de Bellac
L'arrondissement de Bellac est une division administrative française, située dans le département de la Haute-Vienne et la région Nouvelle-Aquitaine.

## Composition

### Composition avant 2015
- canton de Bellac
- canton de Bessines-sur-Gartempe
- canton de Châteauponsac
- canton du Dorat
- canton de Magnac-Laval
- canton de Mézières-sur-Issoire
- canton de Nantiat
- canton de Saint-Sulpice-les-Feuilles

### Découpage communal depuis 2015
Depuis 2015, le nombre de communes des arrondissements varie chaque année soit du fait du redécoupage cantonal de 2014 qui a conduit à l'ajustement de périmètres de certains arrondissements, soit à la suite de la création de communes nouvelles. Le nombre de communes de l'arrondissement de Bellac est ainsi de 63 en 2015, 62 en 2016, 62 en 2017 et 57 en 2019.
Au 1er janvier 2024, l'arrondissement groupe les 57 communes suivantes :
1. Arnac-la-Poste
2. Azat-le-Ris
3. Balledent
4. La Bazeuge
5. Bellac
6. Berneuil
7. Bessines-sur-Gartempe
8. Blanzac
9. Blond
10. Breuilaufa
11. Le Buis
12. Chamboret
13. Châteauponsac
14. Cieux
15. Compreignac
16. La Croix-sur-Gartempe
17. Cromac
18. Dinsac
19. Dompierre-les-Églises
20. Le Dorat
21. Droux
22. Folles
23. Fromental
24. Gajoubert
25. Les Grands-Chézeaux
26. Jouac
27. Lussac-les-Églises
28. Magnac-Laval
29. Mailhac-sur-Benaize
30. Montrol-Sénard
31. Mortemart
32. Nantiat
33. Nouic
34. Oradour-Saint-Genest
35. Peyrat-de-Bellac
36. Rancon
37. Razès
38. Saint-Amand-Magnazeix
39. Saint-Bonnet-de-Bellac
40. Saint-Georges-les-Landes
41. Saint-Hilaire-la-Treille
42. Saint-Junien-les-Combes
43. Saint-Léger-Magnazeix
44. Saint-Martial-sur-Isop
45. Saint-Martin-le-Mault
46. Saint-Ouen-sur-Gartempe
47. Saint-Pardoux-le-Lac
48. Saint-Sornin-la-Marche
49. Saint-Sornin-Leulac
50. Saint-Sulpice-les-Feuilles
51. Tersannes
52. Thouron
53. Val d'Issoire
54. Val-d'Oire-et-Gartempe
55. Vaulry
56. Verneuil-Moustiers
57. Villefavard

## Démographie
En 2022, l'arrondissement comptait 37 864 habitants.
| 1968   | 1975   | 1982   | 1990   | 1999   | 2006   | 2011   | 2016   | 2021   |
| ------ | ------ | ------ | ------ | ------ | ------ | ------ | ------ | ------ |
| 52 050 | 48 078 | 44 907 | 42 687 | 40 120 | 40 696 | 40 105 | 39 204 | 37 903 |

| 2022   | - | - | - | - | - | - | - | - |
| ------ | - | - | - | - | - | - | - | - |
| 37 864 | - | - | - | - | - | - | - | - |

## Sous-préfets
| Période           | Période           | Identité                    | Fonction précédente                                                                                               | Observation |
| ----------------- | ----------------- | --------------------------- | --- | --- |
|                   |                   |                             | | |
| 21 octobre 1841   | 30 juin 1843      | Charles Lautour-Mézeray     | | Nommé sous-préfet de Joigny                                                                                         |
|                   |                   |                             | | |
| 22 juin 1845      | 10 janvier 1847   | Eugène Lagarde              | Sous-préfet de Brioude                                                                                            | Nommé sous-préfet de Sélestat                                                                                       |
|                   |                   |                             | | |
| 15 décembre 1856  | 5 octobre 1860    | Henri Bourgeois de Jessaint | Conseiller de préfecture du Nord                                                                                  | Nommé sous-préfet d'Autun                                                                                           |
|                   |                   |                             | | |
| 15 février 1873   | 7 juin 1873       | Jean-Baptiste Maulmond      | Sous-préfet de Boussac                                                                                            | Révoqué |
|                   |                   |                             | | |
| 30 décembre 1877  | 26 janvier 1881   | Jean Pressat                | | Nommé sous-préfet d'Issoudun                                                                                        |
| 26 janvier 1881   | 20 juin 1882      | Albert Pizot                | Sous-préfet de Lavaur                                                                                             | Nommé secrétaire général de la préfecture de la Haute-Saône                                                         |
|                   |                   |                             | | |
| 8 décembre 1883   | 5 octobre 1884    | Raphaël Dupuy               | Sous-préfet de Clamecy                                                                                            | Nommé secrétaire général de la préfecture de la Haute-Vienne                                                        |
| 5 octobre 1884    | 4 août 1888       | François Lemoine            | | Nommé sous-préfet d'Ambert                                                                                          |
| 4 août 1888       | 26 mars 1892      | Maurice Hubert              | Conseiller de préfecture des Bouches-du-Rhône                                                                     | Nommé sous-préfet de Bernay                                                                                         |
| 26 mars 1892      | 31 décembre 1892  | Jean Trépont                | Sous-préfet de Calvi                                                                                              | Nommé sous-préfet de Saint-Pol                                                                                      |
| 31 décembre 1892  | 14 décembre 1895  | Louis Hudelo                | Sous-préfet de Castellane                                                                                         | Nommé sous-préfet de Briançon                                                                                       |
| 14 décembre 1895  | 13 octobre 1896   | Léon Amiel                  | Sous-préfet de Saint-Amand                                                                                        | Nommé sous-préfet de Redon                                                                                          |
| 13 octobre 1896   | 1er mai 1897      | Jean Béguillet              | Sous-préfet de Bagnères-de-Bigorre                                                                                | Nommé sous-préfet de Condom                                                                                         |
| 1er mai 1897      | 24 septembre 1900 | Henry Niord                 | Sous-préfet de Forcalquier                                                                                        | Nommé sous-préfet de Bernay                                                                                         |
| 24 septembre 1900 | 10 octobre 1900   | Paul Colette                | Sous-préfet de Lectoure                                                                                           | Nommé sous-préfet de Saint-Calais                                                                                   |
| 10 octobre 1900   | 5 septembre 1904  | Victor Vassal               | Sous-préfet de Castelnaudary                                                                                      | Nommé sous-préfet de Dinan                                                                                          |
| 5 septembre 1904  | 28 février 1909   | Jacques Le Beau             | Chef de cabinet du préfet de la Haute-Vienne                                                                      | Nommé sous-préfet de Vendôme                                                                                        |
| 28 février 1909   | 15 juillet 1914   | Joseph Séguin               | Attaché au cabinet du ministre (E. Étienne)                                                                       | Nommé sous-préfet de La Flèche                                                                                      |
| 15 juillet 1914   | 27 janvier 1920   | Albert Fleury               | Sous-préfet de Condom                                                                                             | Nommé sous-préfet de Remiremont                                                                                     |
| 27 janvier 1920   | 20 février 1928   | Félix Pecaut                | Sous-préfet de Rochechouart                                                                                       | Rattaché à la préfecture de la Gironde                                                                              |
| 20 février 1928   | 7 juin 1929       | Pierre Lagarrosse           | Rattaché à la préfecture de la Seine                                                                              | Nommé sous-préfet de Wissembourg                                                                                    |
| 13 juin 1929      | 14 avril 1933     | Michel Cacaud               | Directeur de cabinet du préfet de la Moselle                                                                      | Nommé secrétaire général de la préfecture d'Indre-et-Loire                                                          |
| 14 mai 1933       | 29 octobre 1936   | Jean Défossé                | Sous-préfet de Fougères                                                                                           | Nommé secrétaire général de la préfecture d'Indre-et-Loire                                                          |
|                   |                   |                             | | |
| 1er juin 1938     | 1er juin 1944     | Jean Pompei                 | Chef de cabinet du préfet de la Dordogne                                                                          | Nommé préfet d'Oran en Algérie française                                                                            |
|                   |                   |                             | | |
| 10 janvier 1950   | 26 mai 1956       | Marc Buchet                 | Chef de cabinet du préfet d'Indre-et-Loire                                                                        | Nommé secrétaire général de la préfecture de l'Aveyron                                                              |
|                   |                   |                             | | |
| 10 mai 1962       | 31 août 1963      | Michel Mosser               | Sous-préfet de Nogent-le-Rotrou                                                                                   | Nommé sous-préfet de Dole                                                                                           |
|                   |                   |                             | | |
|                   | 27 août 1990      | Philippe Darcel             | | Nommé secrétaire général de la préfecture des Pyrénées-Orientales                                                   |
| 27 août 1990      | 19 juillet 1991   | Claude Charlot              | Directeur du cabinet du préfet de l'Allier                                                                        | |
| 19 juillet 1991   |                   | Anselme Hoarau              | Sous-préfet de Clamecy                                                                                            | |
| 4 octobre 1995    | 30 septembre 1997 | Dominique Malardier         | Conseiller du corps des membres des tribunaux administratifs et des cours administratives d'appel                 | Réintégré dans son corps d'origine                                                                                  |
| 30 septembre 1997 | 31 juillet 2000   | Isabelle Dilhac             | Conseiller du corps des membres des tribunaux administratifs et des cours administratives d'appel                 | Nommée sous-préfète de Chinon                                                                                       |
| 31 juillet 2000   | 2 août 2002       | Jean-Pierre Dartenset       | Sous-préfet de Confolens                                                                                          | Redevient magistrat                                                                                                 |
| 7 mars 2003       | 1er décembre 2005 | Corine Hourcade-Hatte       | Administratrice territoriale                                                                                      | Réintégrée dans son cadre d'emplois d'origine                                                                       |
| 1er février 2006  | 19 juin 2008      | Didier Marti                | Conseiller du corps des tribunaux administratifs et des cours administratives d'appel                             | Nommé sous-préfet de Commercy                                                                                       |
| 8 juillet 2009    | 9 septembre 2011  | Michel Laborie              | Attaché principal d'administration du ministère de l'intérieur, de l'outre-mer et des collectivités territoriales | Nommé secrétaire général de la préfecture de l'Ariège                                                               |
| 9 septembre 2011  | 14 juin 2013      | Jean Salomon                | Officier de l'armée de terre                                                                                      | À partir de 2011, le sous-préfet de Bellac devient sous-préfet de Bellac-Rochechouart. Nommé sous-préfet de Sartène |
| 14 juin 2013      | 30 décembre 2015  | Nathalie Valleix            | Conseillère d'administration de l'intérieur et de l'outre-mer                                                     | Nommée secrétaire générale de la préfecture de l'Indre                                                              |
| 12 février 2016   | 31 juillet 2018   | Bénédicte Martin            | Magistrate de l'ordre administratif                                                                               | Redevient première conseillère du corps des tribunaux administratifs et des cours administratives                   |
| 24 août 2018      | En cours          | Pascale Silbermann          | Sous-préfète d'Issoudun                                                                                           | |